# ジェフリー・ハウスホールド
ジェフリー・エドワード・ウェスト・ハウスホールド（Geoffrey Edward West Household, 1900年11月30日 – 1988年10月4日）はイギリスの小説家。代表作『追われる男』は英国冒険小説の古典。

## 経歴
ブリストル生まれ。オックスフォード大学のモードリン・カレッジに学び、1922年に卒業。ルーマニアで銀行に勤めた後、スペインを経てアメリカへ渡り、一時生活のため文筆を執った。1930年代にはセールスマンとして世界各国を飛び回り、また小説も発表するようになる。のちに英国情報部に勤務、多くの勲功を挙げ中佐にまで昇進した。1988年没。
代表作『追われる男』は、欧州某国の元首暗殺に失敗した男の逃亡劇を抑制された筆致で描いた英国冒険小説の古典である。

## 著作（邦訳あり）
- 『天使の洞くつの秘密 The Terror of Villadonga』（1936年）
- 『追われる男 Rogue Male』（1939年）
- 『影の監視者 Watcher in the Shadows』（1960年）
- 『人質はロンドン！ Hostage London:The Diary of Julian Despard』（1977年）
- 『祖国なき男 Rogue Justice』（1982年）
- 『タブー Taboo』（短編 朝日ソノラマ刊『魔の創造者』所収）